# Google Sites
Google Sites, wcześniej Google Page Creator (pol. Witryny Google) – napisany w technologii AJAX internetowy edytor stron internetowych, który pozwala użytkownikom mającym konto Google stworzyć prostą stronę internetową. Stronę można opublikować za darmo jako folder w domenie sites.google.com. Każdy użytkownik ma do dyspozycji 100 MB na grafiki, inne pliki i treści przechowywane na serwerze.